# Wasting Time (пісня Blink-182)
Wasting Time — пісня американського поп-панк гурту Blink-182, реліз якої відбувся 28 червня 1996 року. Є другим і останнім синглом з дебютного альбому Cheshire Cat (1995). Більш рання версія пісні з'явилась на сумісній платівці з Iconoclasts, Short Bus у 1994 році. 
Майк Геллоган з XETRA-FM та продюсер O спершу думали зродити Wasting Time першим синглом альбому Cheshire Cat, проте надали перевагу M+M's. Сингл Wasting Time був представлений влітку 1996 року на лейблі Cargo/Grilled Cheese. Пісня також була видана як Australian Tour EP. На цій платівці крім Wasting Time були ще дві ранні версії пісень "Lemmings" та "Enthused", які згодом з'явились у альбомі Dude Ranch.  

## Список треків
CD (1996)
1. "Wasting Time" – 2:46
2. "Wrecked Him" - 2:56
3. "Lemmings" - 2:50
4. "Enthused" - 2:43

## Місця у чартах
| Чарт (1996)      | Найвище місце |
| ---------------- | ------------- |
| Австралія (ARIA) | 90            |

1. ↑  Australian-charts.com — Blink 182 — Wasting Time. ARIA Top 50 Singles. Hung Medien.  Перевірено 27 січня 2014.